# Hwang Ok-sil
Hwang Ok-sil (25 de marzo de 1972) es una patinadora de velocidad de pista corta norcoreana, quién ganó la medalla de bronce en la competencia de 500 m en los Juegos Olímpicos de Invierno de 1992.